# Пикник (фильм)
«Пикник» (англ. Picnic) — фильм Джошуа Логана, принёсший ему премию «Золотой глобус» за лучшую режиссуру. Снят в США в 1955 году по пьесе Уильяма Инджа, за которую автор получил Пулитцеровскую премию. Главные роли исполнили Уильям Холден и Ким Новак.
Картина обладает всеми жанровыми приёмами мелодрамы и признана Американским институтом киноискусства одним из 100 самых страстных кинофильмов в истории. Шесть номинаций на премию «Оскар», в том числе как лучшему фильму года, две из которых оказались победными — за лучшие декорации и монтаж.

## Сюжет
Хэл Картер (Холден) — известный в прошлом спортсмен, не может найти работу. Неудачно попробовав себя актёром в Голливуде, он приезжает в товарном вагоне в небольшой город в Канзасе в поисках своего университетского друга Алана (Роберсон), сына богатого местного промышленника мистера Бенсона (Бэйли). Хэл знакомится с первой красавицей города Мэдж Оуэнс (Новак). Девушку воспитывает мать (Филд), которая мечтает о браке дочери с Аланом, что позволило бы значительно повысить социальный статус её семьи. Молодой человек согласен жениться, но против девушки из низших кругов выступает его отец. Наконец, сама Мэдж не хочет искать счастья в браке без любви.
Алан тепло встречает Хэла, обещает подобрать ему постоянную (хоть и не самую престижную) работу и приглашает на общегородской пикник, который устроен в честь Дня труда. В качестве пары Картеру обещана Милли (Страсберг) — младшая сестра Мэдж. Сначала отдых протекает замечательно, пока Хэл не увлекается воспоминаниями из своего прошлого. Алан обрывает его. Ближе к вечеру Картер очень дружески беседует с Милли, но заметно, что его интересует не она, а её сестра. На пикнике присутствуют учительница местной школы, дама средних лет миссис Розмари (Расселл) и её спутник Ховард Бевенс (О‘Коннелл). Женщина явно увлекается Хэлом и пытается во время танцев «разбить» его пару с Мэдж. Происходит неприятный инцидент. Во всём происходящем обвиняют гостя, и возмущённый Картер убегает в темноту.
Мэдж следует за ним. На машине Алана они отправляются в город, но на половине пути объясняются в возникших чувствах и страстно целуются. Условившись о завтрашнем свидании, Хэл отправляется к Алану с намерением вернуть ему машину. Но тот уже заявил в полицию о предумышленном угоне. После неудачной попытки объясниться с бывшим товарищем, Картер вынужден на автомобиле Алана скрыться от полиции. Он бросает машину на берегу и, совершенно неожиданно, находит пристанище в доме Ховарда Бевенса. В это время сёстры Милли и Мэдж, объяснившись, в слезах засыпают в своей комнате.
На следующее утро Хэл с помощью Ховарда пробирается к дому Мэдж и на заднем дворе пытается уговорить её бежать вместе. Мать девушки замечает его и грозит вызвать полицию. Картеру приходится скрыться. Милли уговаривает старшую сестру совершить яркий поступок и отправиться за Хэлом. Мэдж, несмотря на слёзы матери, пакует чемодан и отправляется к обусловленному месту встречи с любимым.

## В ролях
- Уильям Холден — Хэл Картер, в прошлом звезда американского футбола
- Ким Новак — Мэдж Оуэнс, первая красавица города
- Бетти Филд — миссис Оуэнс, мать Мэдж
- Сьюзан Страсберг — Милли, младшая сестра Мэдж
- Клифф Робертсон (дебютная роль) — Алан, его университетский друг
- Розалинд Расселл — миссис Розмари, учительница
- Артур О’Коннелл — Ховард Бевенс
- Верна Фелтон — Хелен Поттс, соседка Оуэнсов
- Раймонд Бэйли — мистер Бенсон, промышленник, отец Алана
- Рита Шоу — Ирма Кронкайт

## Награды и номинации
- Номинирован на 6 премий «Оскар», в том числе в категориях: лучший фильм, лучший режиссёр, лучшая музыка, лучший актёр второго плана (Артур О‘Коннелл), за лучшую работу художника-постановщика и лучший монтаж. Победу одержал в двух последних из перечисленных.
- Джошуа Логан получил премию «Золотой глобус» за лучшую режиссуру.
- Фильм был номинирован ещё на 6 кинематографических наград.[1]

## Критика
- Эмануэль Леви, профессор кинематографии Колумбийского университета: «„Пикник“ был одним из художественных прорывов и самым кассовым фильмом 1955 года, одним из лучших в истории Голливуда. (Он) является одним из тех редких произведений, которое захватывает сущность, реализацию общих чаяний и тревог целого десятилетия. За эти годы „Пикник“ Уильяма Инге приобрел статус классической американской пьесы, постановка которой осуществляется регулярно».[2]
- Роджер Эберт из Chicago Sun-Times (в 1996 году): «Трудно поверить, что „Пикник“ считался актуальным материалом в 1955-м. Неуклюжий и неловкий, с бессмысленными диалогами, этот фильм показывает, как меняется мироощущение. Легко понять, почему аудитория пятидесятых его приняла — Уильям Холден и Ким Новак смотрятся отлично и выдают определённые ожидаемые эмоции. Однако трудно объяснить, как в то время, когда сексуальные и дерзкие фильмы вроде „Трамвая Желания“ были уже хорошо известны, люди могли воспринимать это серьёзно».[3]

## Дополнительная информация
- Объявленная в 1957 году информация маркетолога Джеймс Вайкери о якобы имевшем место факте включения в 25-й кадр рекламы кока-колы и поп-корна, касалась именно фильма «Пикник». По заявлению, продажи этой продукции увеличились с 18 % до 57 %. Хотя этот эксперимент привёл его к славе, Вайкери никогда не публиковал детали опыта и признался в последнем интервью, что всё это — лишь маркетинговый трюк.